# Ostoja Ińska

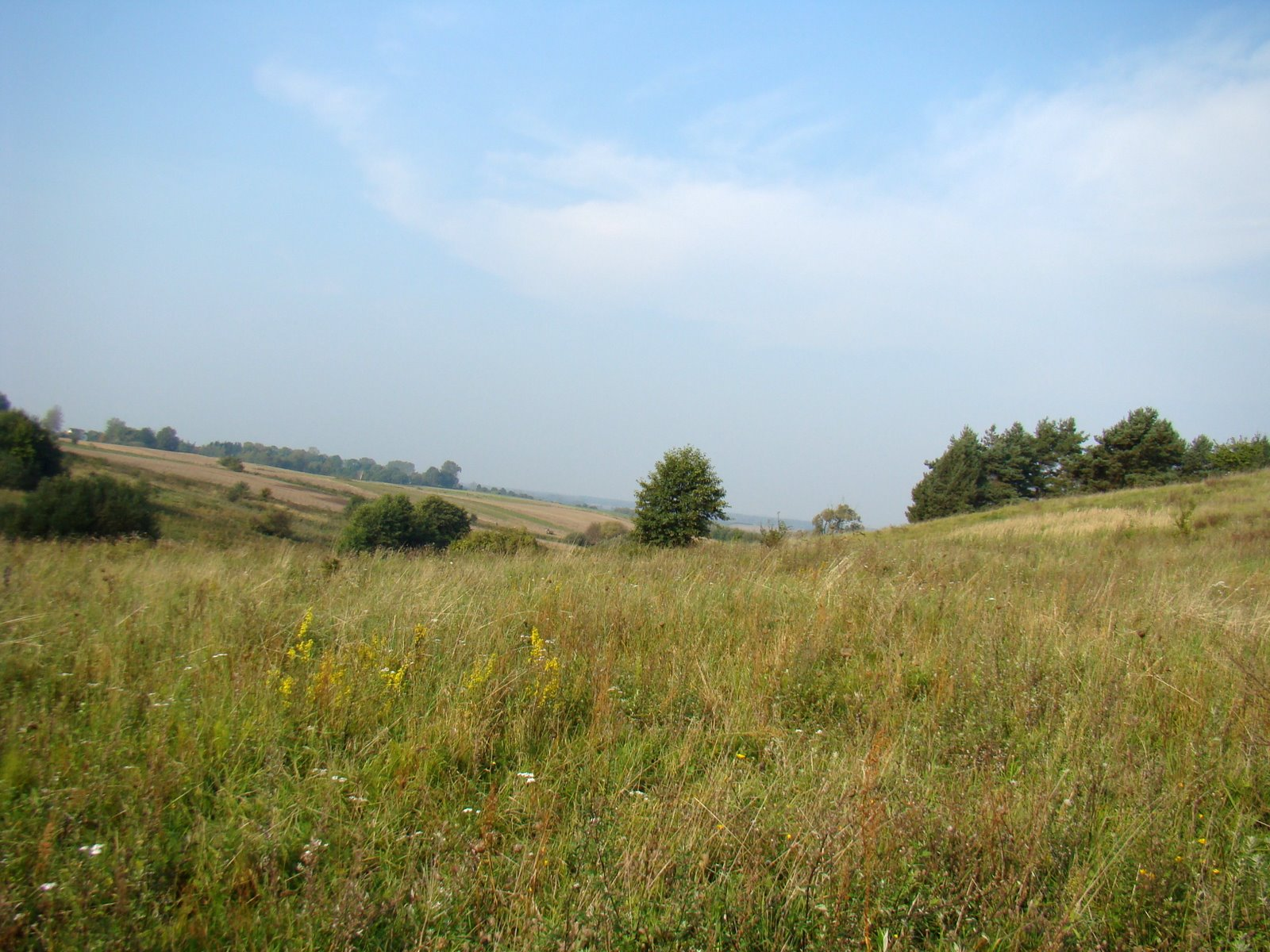
Użytek ekologiczny Wyszkowa Góra

Ostoja Ińska (PLB320008) – obszar specjalnej ochrony ptaków w województwie zachodniopomorskim o powierzchni 87 711 ha.
Ostoja obejmuje cały obszar Ińskiego Parku Krajobrazowego i większość jego otuliny. Powołany został dla ochrony populacji ptaków będących przedmiotem ochrony w Unii Europejskiej oraz utrzymania ich siedlisk w niepogorszonym stanie.
Obszar obejmuje tereny o krajobrazie postglacjalnym z pasmem wzniesień sięgających 180 m n.p.m. Ostoję Ińską odwadnia Ina i jej dopływy oraz dopływy Regi. Cechami charakterystycznymi ostoi są duże różnice wysokości względnych, grunty porolne i leśne, bagna i małe zbiorniki wodne. W ostoi gniazduje ponad 140 gatunków ptaków. Są to między innymi bielik, orlik krzykliwy i żuraw. Występują tu także: bąk, błotniak stawowy, bocian biały i czarny, derkacz, dzięcioł średni, gąsiorek, jarzębatka, kania czarna i ruda, kropiatka, lelek, łabędź krzykliwy, muchołówka mała, ortolan, puchacz, rybitwa czarna i rzeczna, trzmielojad i zimorodek.
Na terenie ostoi znajduje się 6 rezerwatów przyrody: „Bórbagno Miałka”, „Głowacz”, „Kamienna Buczyna”, „Krzemieńskie Źródliska”, „Wyspa Sołtyski” i „Źródliskowe Zbocza”. Ponadto znajduje się tu zespół przyrodniczo-krajobrazowy „Ostrowie” oraz kilka użytków ekologicznych.